# Rudolf Günter Langer
Rudolf Günter Langer (* 6. November 1923 in Neisse; † 19. Juli 2007 in Ingolstadt) war ein deutscher Schriftsteller und Lyriker.

## Leben
Langer wuchs in Oberschlesien auf und gelangte 1945 nach seiner Flucht ins bayerische Ingolstadt. Dort war er zunächst als Beamter tätig und machte sich anschließend als Kaufmann für Musikautomaten und Büromaschinen selbständig.
Seine ersten Gedichte schrieb Langer während eines Feldlazarettaufenthalts im Zweiten Weltkrieg. Die Erlebnisse während des Krieges prägten sein literarisches Schaffen, in dem er aus alltäglichen Situationen heraus Unfreiheit, Unmenschlichkeit und Materialismus anprangerte. 1973 veröffentlichte er mit „Ortswechsel“ sein Erstlingswerk. Später folgten weitere Erzählungen, Gedichtbände und ein Roman.

## Werke
- 1973: Ortswechsel, Darmstadt
- 1986: Das Narrenschiff schwankt, München
- 1987: Unaufhaltbar, München
- 1989: Die Pyramide, München
- 1990: Der Turmfalk und die Taube, München

## Auszeichnungen und Preise
- 1975: Kunstpreis der Stadt Ingolstadt
- 1977: Andreas-Gryphius-Preis